# Marpissa muscosa
Marpissa muscosa са вид паякообразни от семейство Скачащи паяци (Salticidae), разпространени в Палеарктика. Женските достигат дължина от 8-11 mm, а мъжките – 6-8 mm. На цвят са сиви до кафяви. Живеят в гнезда, изградени в мъртви дървета, като понякога се наблюдават големи групи от около 100 близко разположени гнезда.